# Élisabeth-Éléonore de Brunswick-Wolfenbüttel
Élisabeth-Éléonore de Brunswick-Wolfenbüttel (30 septembre 1658 à Wolfenbüttel – 15 mars 1729 à Meiningen) est la fille aînée du duc Antoine-Ulrich de Brunswick-Wolfenbüttel et sa femme Élisabeth-Julienne de Schleswig-Holstein-Sonderbourg-Norbourg.

## Biographie
Élisabeth-Éléonore est mariée deux fois. Le 2 février 1675 à Wolfenbüttel, elle épouse le prince Jean-Georges de Mecklembourg (de), mais il meurt cinq mois plus tard. Le 25 janvier 1681 à Schöningen, elle épouse le duc Bernard Ier de Saxe-Meiningen. C'est un mariage heureux, bien qu'elle ne partage pas son intérêt pour l'alchimie et de l'armée. Élisabeth-Éléonore est très portée sur la musique et a visiblement stimulé l'intérêt pour la musique et la littérature chez son mari.
Après la mort de son mari, elle règne avec son beau-fils Ernest-Louis Ier de Saxe-Meiningen et son ministre von Wolzogen, dans une quête de domination, en ignorant le souhait de Bernard que ses fils se partagent le pouvoir. Cela conduit à 30 ans de conflits entre frères, au cours desquels Élisabeth-Éléonore soutient son beau-fils Ernest-Louis, contre son propre fils Antoine-Ulrich de Saxe-Meiningen. Ce dernier épouse morganatiquement Philippine Élisabeth Cäsar, qui n'est pas d'origine noble. Élisabeth-Éléonore s'est comportée très froidement à son égard.
Au cours du règne de Ernest Louis Ier, Meiningen devient un centre de culture musical, en grande partie grâce à Élisabeth-Éléonore. Les conflits familiaux l'ont poussée à se retirer de la vie publique et à aller vers la religion. Elle écrit plusieurs hymnes.

## Héritage
Le palais Elisabethenburg à Meiningen est nommé en son honneur.

## Famille
De son mariage avec Bernard Ier, elle a eu cinq enfants:
1. Élisabeth-Ernestine (3 décembre 1681 à Meiningen - 24 décembre 1766 à Gandersheim), Abbesse de Abbaye de Gandersheim (1713-1766).
2. Éléonore-Frédérique (2 mars 1683 à Meiningen - 13 mai 1739 à Meiningen), religieuse à Gandersheim.
3. Antoine-Auguste (20 juin 1684 à Meiningen - 7 décembre 1684 à Meiningen).
4. Wilhelmine-Louise (19 janvier 1686 à Meiningen -; 5 octobre 1753 à Bernstadt), marié le 20 décembre 1703 à Charles, duc de Wurtemberg-Bernstadt.
5. Antoine-Ulrich de Saxe-Meiningen (22 octobre 1687 à Meiningen - 27 janvier 1763 à Francfort).